# トップシーン
株式会社トップシーン（英称：Top Scene Inc., 中文：日本新明文化传播股份有限公司（原托福新股份有限公司））は、テレビ番組の企画・制作、アジア各国の映像を提供した制作、セールスプロモーション・イベント・コンサート制作事業などを行っている日本の会社である。

## 会社の概要

### 本社の所在地
- 〒105-0014 東京都港区芝1丁目5番11号 芝L'sビル5F

### 役員
- 相談役：新井正明
- 代表取締役：秋永真吾
- 取締役：小泉哲朗、阿具根健
- 取締役：小池由美子、上條昌樹
- 監査役：草野弘文
- 執行役員：宮城達也、松尾隆司、大西慶樹、関皓文（国際部）

## 制作部

### 所属スタッフ
- 新井正明（相談役）

プロデューサー
- 小泉哲朗（取締役）、阿具根健（取締役）、上條昌樹（執行役員）、高橋貞彦、黒沼正弘、松尾隆司、大西慶樹、竹内まさみ、山路里加、藤原万穂

演出
- 秋永真吾（代表取締役）、宮城達也（執行役員）、高橋陽介 (プロデューサー兼務)

ディレクター
- 高橋竜也、刈賀雅孝、神田将之、大西耕太、野口智之、高山飛鳥、野口亮太郎、山崎智史、橋本浩之、馬場一路、進藤進、高木快郎、水落美咲、本田裕美、増井政憲、玉田康人、松田峻一、井上穂菜美、

アシスタントディレクター
- 大西智之、叶野優奈、内堀由紀奈、馬場晶菜、

### テレビ番組

#### 現在
NHK
- あさイチ（総合テレビ）
- ためしてガッテン（総合テレビ）
- 仕事学のすすめ（教育テレビ）
- アジアクロスロード 中国関連 (BS-1)
- BS世界のドキュメンタリー (BS-1)
- 英雄たちの選択（BSプレミアム）

日本テレビ系
- 真相報道 バンキシャ!
- news every.
- ACTION 日本を動かすプロジェクト

TBS系
- モニタリング

フジテレビ系
- run for money 逃走中

テレビ朝日系
- 関ジャム完全燃焼
- あいつ今何してる？
- 週間！ニュースリーダー
- 激レアさんを連れてきた
- 中居正弘のニュースな会
- 爆笑問題のシンパイ賞
- abemaTV 「私の年下王子さま」「こじらせ森の美女」

テレビ東京系
- ニュースモーニングサテライト
- 日経スペシャル
  - ガイアの夜明け
  - カンブリア宮殿

### テレビ番組以外の実績

#### VP (DVD)
- 稲川淳二の最・強・傑・作『生き人形』
- 稲川淳二の真相・恐怖の現場 vol.1-6
- 稲川淳二の怪談ナイトLIVE2004-2007
- 稲川淳二の実体験怪異談（ポニーキャニオン）
- 稲川淳二の怖〜いお話 Vol.1/2 （ポニーキャニオン）
- 坂井ひろみ「MUSE」（テレビ東京メディアネット/ビームエンタープライズ）
- ゆめ色ガーデンベストセレクション VOL.1『上田奈美のレッツガーデン春夏編』（セル）
- 稲川淳二の最・強・傑・作『生き人形』（セル・レンタル）
- 稲川淳二の『心霊スペシャル』（セル・レンタル）
- 稲川淳二の恐怖への招待状（セル・レンタル）
- パチンコ絶版名機大図鑑（1-3巻）（セル・レンタル）
- パチンコ攻略ビデオ（セル・レンタル）
- 爆烈!パチンコ攻略ビデオ（セル・レンタル）
- マンション久保田の独占CRF、ビックパワフルFX 完全攻略バトル（セル・レンタル）
- 南部縦貫鉄道 最後のレールバス「冬編」「春編」（セル）
- パレットタウン「大観覧車」インフォメーションビデオ
- JR東海 名古屋駅メディアワンソフト（東京横浜エリア紹介VP）
- JLPGA（全日本女子プロゴルフ協会）30周年記念イベント（オープニング映像）
- シンガポール政府観光局VP「仲良し3人 思いっきりシンガポール」
- プルデンシャル生命保険 Sales Promotion News/ Convention CLIP/イメージビデオ（社内用）
- 東北牧場「有機野菜と漬物作り」（販促用）
- 埼玉県警察本部少年課 少年非行啓発ビデオ「うちの子だから危ない!」
- 林野庁広報VP「森林の大切な役割」（農林放送事業団）
- 法務省保護局広報ビデオ 第51回「社会を明るくする運動」『オヤジのひとこと』
- 建設共済VP（建設業福祉共済団）
- 日本ガス「愛ちゃんの社会見学〜私たちの暮らしとニチガス〜」（会社案内）
- 全日本酪農会議「牛乳物語り〜荻島一家の牧場体験」
- 上海外大付属高校プロモーションビデオ （学校紹介）
- ISI国際学院プロモーションビデオ（学校紹介）
- ネバダ・カリフォルニア大学 国際教育機構 JAPAN（学校紹介）
- レイクランド大学 日本校（学校紹介）
- 埼玉県鶴ヶ島市「脚折雨乞行事記録ビデオ」

## 国際部
アジアを中心としたテレビ番組・CF・VP・雑誌など、制作を含めて、あらゆるジャンルにおいて、リサーチ・ロケハン・許可申請などのコーディネート業務を実行する部署。

エグゼグティブ・プロデューサー
- 全万石

プロデューサー
- 関皓文（部長）
- 白井黎

コーディネーター
- 姜京太
- 西道口美幸

ディレクター
- 楊燁

### 主な制作実績
- TBS「世界ふしぎ発見 ～超人 空海 唐留学の謎に迫る!～」（2018年2月放送）
- パナソニック 100周年記念PV制作の協力（2018年）
- 日中合作映画「空海」北京プレミアム上映会・PR（2017年12月）
- NHK－World「Wild Hokkaido!」中国語・韓国語版制作（2017年～）
- NHK－BSプレミアム「インタビュー・ドキュメント　自伝　なかにし礼～わが恋　わが愛　わが命～」（2017年9月放送）
- NHK－BSプレミアム「アナザーストーリーズ：兵馬俑は見ていた！～巨大遺跡に翻弄された人々～」（2017年6月放送）
- NHK－BSプレミアム「シリーズ 中国王朝：よみがえる伝説－悪女たちの真実」（2017年1月～放送）
- TBS「世界ふしぎ発見　ダイナミック・チャイナ！14億人のパワースポット」（2017年1月放送）
- TBS「世界ふしぎ発見　13億人のパワースポット！中国の奇岩地帯　武陵源」（2016年5月放送）
- NHK－BSプレミアム「シリーズ 中国王朝：徽宗と水滸伝の英雄たち」（2016年3月放送）
- NHK－BSプレミアム「シリーズ 中国王朝：永楽帝と鄭和の大航海」（2016年2月放送）
- NHK－BSプレミアム「シリーズ 中国王朝：よみがえる伝説－乾隆帝と謎の美女・香妃」（2016年1月放送）
- NHKスペシャル「シリーズ アジア巨大遺跡：第3集　地下に眠る皇帝の野望」（2015年11月放送）
- NHKスペシャル「シリーズ ホットスポット最後の楽園：天空の秘境 パンダの王国～中国 南西山岳地帯～」（2015年1月放送）
- NHKスペシャル「シリーズ 故宮」（2014年6月～放送）
- NHKスペシャル「シリーズ 中国文明の謎：夏・商・周」（2012年10月放送）
- NTV「世界の果までイッテQ！」中国大陸 台湾 香港 韓国ロケコーディネート
- フジテレビ「みんなのニュース」、「世界びっくり人間滞在記」など
- 中国中央電視台（CCTV－2）「環球財経連線」「第一時間」「経済信息聯播」制作
- 中国中央新影集団「シリーズドキュメンタリー：稲米之路」日本ロケコーディネート

## 文化事業部
各市町村の会館自主事業やイベント制作。
クラシックからロックコンサート、演劇、ミュージカルなど幅広いジャンルを企画・制作する部署。

プロデューサー
- 隅田進
- 村尾則章
- 須藤良
- 竹内桂介

## SP事業部
セールスプロモーション全般の企画・制作・運営を行っている部署。

プロデューサー
- 八木沢修

## 関連会社
- 株式会社トップシーン札幌
- 株式会社コラボレーション
- 株式会社セカンドプロジェクト
- 有限会社さくら組
- 株式会社フリーピット